# Colobodactylus
Colobodactylus – rodzaj jaszczurek z rodziny okularkowatych (Gymnophthalmidae).

## Zasięg występowania
Rodzaj obejmuje gatunki występujące endemicznie w Brazylii. 

## Systematyka

### Etymologia
Colobodactylus: gr. κολοβος kolobos „okaleczony, pozbawiony czegoś”; δακτυλος daktulos „palec”.

### Podział systematyczny
Do rodzaju należą następujące gatunki: 
- Colobodactylus dalcyanus
- Colobodactylus taunayi